# Kabír
Kabír (hindi: कबीर, pandzsábi: ਕਬੀਰ, urdu: کبير), (Váránaszi, 1440 – Maghar, 1518) a középkor végi, indiai misztikus költő, a hindu és a muszlim vallás nagy mestere. Mind a hinduk, mind pedig a muszlimok saját szentjüknek tekintik, és a szikhek is a legszentebb guruk között tartják számon. India legfontosabb tanítói közé tartozik. 
A megvilágosodását követően a vallásfölöttiséget hirdette. Életéről ellentmondásos adatok maradtak az utókorra.
Eksztatikus, szabadsággal átitatott versei a világirodalom remekei közé tartoznak. Műveiben a szádhukat és a szerzeteseket a lemondás helyett örvendezésre és az élet örömeinek megélésére buzdította. Versei nem hedonizmusra biztattak, hanem a jelenlét tiszta megélésére és az életnek való megnyílásra. A vágyak rabszolgasága helyett a vágyain és a szenvedélyein uralkodó és azokkal bátran szembenéző ember diadalát hirdette. A világ vallásainak lényegi egységét hirdette, valamint azt, hogy a léleknek még az ember élete folyamán szükséges egyesülnie a Teremtőjével. Tanításának lényegét a következő bölcs mondásban foglalta össze:
Keleten van Ráma lakás, Allahé ennek nyugati mása. Lelkedbe nézz, és ott keresd, Rámát is, Allahot is megleled.
A nyugati misztikushoz, Keresztes Szent Jánoshoz és a szúfi Rúmihoz hasonlóan költészetének legfőbb tárgya és visszatérő motívuma: Isten és a vele való egyesülés. Költészetének szépsége abban rejlik, hogy a mindennapi élet eseményeit énekli meg emelkedett stílusban. Újra és újra felbukkan műveiben a „Naam” fogalma, amely a keresztény Logosz vagy Ige szavakhoz hasonlóan a Világot fenntartó őserőt is jelenti.
Szókimondó, szabad gondolkodása miatt sok üldöztetésben volt része, még Benáreszből ki is tiltották.
Bár életében csak kevesen ismerték föl nagyságát, halála után rendkívüli hatással volt mind India költészetére és szépirodalmára, mind pedig vallási kultúrájára. Filozófiája a hindu és a muszlim vallási tanok szintézise. A hindu filozófiából átvette a reinkarnáció tanát és a karma törvényét, az iszlámból pedig az egyistenhitet emelte át vallási rendszerébe és a kasztrendszer valamint a bálványimádás elutasítását hirdette.
Már életében is egyszerre voltak hindu és muszlim tanítványai, ezért Kabír szerepe abból a szempontból is kiemelkedő, hogy személye által lehetőség nyílott két nagy világvallás egymáshoz való közeledésére.
Halála után tanítványai között veszekedés tört ki a temetés rituáléjával kapcsolatban. A hagyomány szerint a mester a nézeteltérés miatt visszatért a halálból, és kiadta a megfelelő utasítást: „Földi maradványom egy részét temessétek el muzulmán szertartás szerint, a másik felét hamvasszátok el hindu módon!” – majd eltűnt. Amikor a tanítványok felemelték a szemfedőt, csak szépséges virágokat találtak alatta. Ezek felét a muszlim tanítványok engedelmesen eltemették Magharban (Uttar Prades), a másik felét a hinduk bocsátották útjára Benáreszben. Az utóbbi helyen „Kabír Kheora” néven templom is épült. Mindkét város fontos zarándokhellyé vált.

## Magyarul
- Kabír misztikus dalai; Rabindranáth Tagore átültetése alapján ford., utószó Malik Tóth István; Filosz, Bp., 2007